# هیلدبراند ۵۶۶۱
سیارک ۵۶۶۱ (به انگلیسی: 5661 Hildebrand، نامگذاری:1977PO1) پنج هزار و ششصد و شصت و یکمین سیارک کشف شده‌است که در ۱۴ اوت ۱۹۷۷ کشف شد.
قدر مطلق سیارک برابر ۱۰٫۱۰ است.